# ROKS Gwangju (FFG-817)
Pour les articles homonymes, voir ROKS Gwangju.
Le ROKS Gwangju (FFG-817) est une frégate de la marine de la république de Corée, le sixième et dernier navire de la classe Incheon. Il est nommé d’après la ville de Gwangju.

## Conception
Au début des années 1990, le plan du gouvernement sud-coréen pour la construction de navires côtiers de prochaine génération, nommé « Frégate 2000 », a été abandonné en raison de la crise financière asiatique de 1997. Mais avec le démantèlement des destroyers de classe Gearing et la flotte vieillissante de frégates de classe Ulsan, le plan a été relancé sous le nom de Future Frigate eXperimental (FFX) au début des années 2000.
La marine de la république de Corée voulait initialement vingt-quatre frégates de 3000 tonnes pour remplacer la flotte côtière de classes Ulsan, Pohang et Donghae, composée de 37 navires. Il a ensuite été décidé que six navires de 2700 tonnes seraient construits pour le premier lot. En 2008, les plans ont été revus à la baisse avec des navires de 2300 tonnes lorsque le président Lee Myung-bak a pris ses fonctions, le nombre de navires pour le premier lot étant tombé à six. 8 navires sont prévus pour le deuxième lot de FFX avec l’objectif final de 20 à 22 frégates.

## Carrière
Le ROKS Gwangju a été construit par STX Offshore & Shipbuilding, lancé le 11 août 2015 et mis en service le 9 novembre 2016.
Le 22 février 2022, l’agence de presse sud-coréenne Yonhap a annoncé que le ROKS Gwangju, avec environ 100 marins à bord, se dirigeait vers l’océan Indien pour se joindre à un exercice naval dirigé par l’Inde. Yonhap a précisé que des navires de 16 pays (ainsi que 30 pays observateurs) participeront à ces exercices navals multinationaux, appelés Milan 2022, qui se dérouleront dans l'océan Indien du 25 février au 4 mars. La présence de la frégate Gwangju constitue la première participation de la marine sud-coréenne à ces exercices navals conjoints. Ceux-ci visent à améliorer l'interopérabilité entre les marines participantes, à répéter les différentes actions selon la procédure opérationnelle contre les menaces et à s’exercer à contrer les actions illégales. Certains observateurs analysent que ces exercices navals avec la participation de navires des États-Unis, du Japon, de l'Australie et de l'Inde, pays membre du Quad, une alliance rassemblant les quatre pays, visent à renforcer la coopération militaire dans la région indo-Pacifique face à la Chine. L’exercice prévu en 2020 a été reporté en raison de la pandémie de COVID-19.
En janvier 2023, la marine de la république de Corée a annoncé qu’elle avait mené des exercices au niveau de l’escadre pour ses trois commandements de flotte, dans le cadre de son évaluation annuelle régulière de l’état de préparation au combat de ses flottes, ainsi que de l’entraînement au niveau de l’escadre au début de l’année. Les 1re et 3e flottes ont mené un exercice combiné dans la mer de l'Est et la mer Jaune. Le ROKS Gwangju faisait partie des navires participants, avec les frégates ROKS Daegu (FFG-818) et ROKS Donghae (FFG-822), les patrouilleurs lance-missiles ROKS Lim Byeongrae (PKG-722), ROKS Kim Changhak (PKG-727) et ROKS Lee Byungchul (PKG-733), et plusieurs patrouilleurs de classe Gumdoksuri. Les navires ont effectué des manœuvres tactiques et des exercices de tir.